# Jonathan Aka
Jonathan Roger Aka (nacido el 13 de septiembre de 1986 en París) es un jugador de baloncesto francés que actualmente pertenece a la plantilla del AS Mónaco Basket de la Pro A francesa. Con 2,05 metros de altura juega en la posición de Pívot.

## Trayectoria Profesional

### Inicios
Se formó en la cantera de los históricos ASVEL Lyon-Villeurbanne y ÉB Pau-Orthez, donde estuvo dos temporadas, desde 2004 hasta 2006. Jugó 5 partidos de liga entre las dos temporadas con el primer equipo del Pau-Orthez, promediando 1,2 puntos y 1 rebote en 3,5 min de media.

### JDA Dijon
Fichó para la temporada 2006-2007 por el JDA Dijon. Jugó 15 partidos de liga promediando 1 punto en 4 min de media. Se pasó toda la temporada 2007-2008 sin jugar.

### Boulazac
Las dos temporadas siguientes (2008-2009 y 2009-2010), las pasó en el Boulazac Basket Dordogne de la Pro B. Jugó un total de 51 partidos entre las dos temporadas en Boulazac, promediando 8,5 puntos y 5,1 rebotes en 20 min de media.

### JA Vichy
En 2010 fichó por el JA Vichy de la Pro B también, donde estuvo poco más de una temporada. Jugó la temporada 2010-2011 en la Pro A, pero su equipo descendió. Disputó 19 partidos con un promedio de 5,3 puntos y 4 rebotes en 17 min de media. En la siguiente temporada (2011-2012), apenas disputó 2 partidos en la Pro B con Vichy, promediando 3,5 puntos, 2,5 rebotes y 1,5 robos en 17 min de media.

### Union Poitiers Basket 86 y Paris-Levallois
Esa misma temporada fue fichado por el Union Poitiers Basket 86 de la Pro A, donde jugó 10 partidos con un promedió de 3,8 puntos y 2,5 rebotes en 10 min de media. Acabó la temporada en el Paris-Levallois Basket, donde le firmaron un contrato temporal tras la lesión de Vincent Masingue. Jugó 5 partidos de liga con un promedio de 6,2 puntos y 2,4 rebotes en 12 min de media, mientras que en 2 partidos de play-offs promedió 3 puntos, 1,5 rebotes y 1 robo en 12 min de media.
En 2012 renovó por dos temporadas con el Paris-Levallois Basket, consiguiendo la Copa de baloncesto de Francia en 2013, aunque solo cumplió el primer año de contrato. Jugó 22 partidos de liga con un promedio de 2 puntos y 2,6 rebotes en 8 min de media. Participó en 10 partidos de Eurochallenge, promediando 6,8 puntos, 3 rebotes y 1 robo de balón en 14 min.

### Denain ASC Voltaire
En la temporada 2013-2014 volvió a la Pro B, esta vez a las filas del Denain ASC Voltaire. En 20 partidos de liga promedió 4,7 puntos y 4,3 rebotes. Fichó para la temporada 2014-2015 por el STB Le Havre, aunque nunca llegó a debutar y se pasó la temporada en blanco.

### AS Mónaco Basket
En la temporada 2015-2016 firmó con el recién ascendido AS Mónaco Basket.